# Condado de Appling
Appling é um condado localizado no estado americano da Geórgia. Segundo o censo de 2010, a população era superior a dezoito mil. A sede do condado é Baxley.
Foi nomeado em homenagem ao tenente-coronel Daniel Appling, um soldado da Guerra Anglo-Americana. Em 18 de agosto de 1905, o condado Jeff Davis foi criado a partir de territórios ocidentais de Appling. Em 27 de julho de 1914, o condado também cedeu territórios para Bacon.
Em 8 de dezembro de 1828, Holmesville, na Geórgia, foi declarada sede de conselho pela Assembleia Geral. Anteriormente, o tribunal era realizado na residência de William Carter Jr. Em 1836, a Assembleia Geral nomeou uma comissão de sete membros para encontrar um local para a sede de conselho mais central do que Holmesville, mas não conseguiu chegar a uma conclusão. A necessidade de uma sede de concelho mais central continuaria a ser um ponto de discórdia na política do concelho durante várias décadas.